# Dictyodes platensis
Dictyodes platensis är en tvåvingeart som beskrevs av Steyskal 1974. Dictyodes platensis ingår i släktet Dictyodes och familjen kärrflugor. Inga underarter finns listade i Catalogue of Life.